# Sedgwick County, Colorado
Sedgwick County är ett administrativt område i delstaten Colorado, USA, med 2 379 invånare. Den administrativa huvudorten (county seat) är Julesburg. 

## Geografi
Enligt United States Census Bureau så har countyt en total area på 1 423 km². 1 420 km² av den arean är land och 4 km² är vatten.

### Angränsande countyn
- Deuel County, Nebraska - nord
- Perkins County, Nebraska - öst
- Phillips County, Colorado - syd
- Logan County, Colorado - väst
- Cheyenne County, Nebraska - nordväst